# التعاونية الشاملة للحافلات
حافلات Cooperativa Omnibús هي خدمة النقل الحضري لمدينة مليلية . وتتولى نفس الشركة مسؤولية نقل الركاب بالحافلات بين مليلية والمدن المجاورة الأخرى. تتكون الخدمة من ستة أسطر. يختلف تردد كل خط حسب وقت الخدمة ويومها، على الرغم من أن ترددها بشكل عام يبلغ نصف ساعة.   

## خطوط
الأسطر حاليًا ستة، مسماة بترقيم تصاعدي: 
| خط      | رحلة                                             | تكرار                                                  |
| ------- | ------------------------------------------------ | ------------------------------------------------------ |
| السطر 1 | بلازا دي إسبانيا - ريال                          | 20' - 30'                                              |
| السطر 2 | السوق المركزي - ساحة إسبانيا - حدود بني إنزار    | 15 بوصة (الاثنين إلى السبت) - 20 بوصة (الأحد والعطلات) |
| السطر 3 | البحرية العامة - ألفونسو الثالث عشر - الملكي     | 20' - 30'                                              |
| السطر 5 | توريس كيفيدو - كابريريزاس                        | 30'                                                    |
| السطر 6 | توريس كيفيدو - الملكة ريجنت - فرونتيرا ماريجواري | 40'                                                    |
| السطر 7 | السوق المركزي - حدود فرجانة                      | 20 بوصة (الاثنين إلى السبت) - 40 بوصة (الأحد والعطلات) |

تختلف الأسعار حسب السعر الذي يتم الوصول إليه: 
| نوع السعر                 | سعر |
| ------------------------- | --- |
| تذكرة فردية/عادية         | 0.90 سنتا.                                                                                                  |
| بطاقة المحفظة             | 0.75 سنتا.                                                                                                  |
| معدل الشباب               | 0.55 سنت (فقط مسجل في المدينة).                                                                             |
| مكافأة مدرسية شهرية       | رحلتان في يوم دراسي مقابل 22.50 يورو شهريًا، مع رحلتين في نفس اليوم الدراسي.                                 |
| المكافأة المدرسية السنوية | أربع رحلات في يوم دراسي لمدة 9 أشهر من سبتمبر إلى يونيو مقابل 300.00 يورو، مع 4 رحلات في نفس اليوم الدراسي. |
| مكافأة العاطلين عن العمل  | خمس وعشرون رحلة شهريًا مقابل 12.50 يورو شهريًا.                                                               |
| مكافأة العامل             | خمسة وأربعون رحلة شهريًا بقيمة 31.50 يورو شهريًا.                                                             |
| مكافأة المتقاعد           | في المشروع                                                                                                  |